# Выборнов, Александр Иванович
Александр Иванович Выборнов (17 сентября 1921 Кашира, Каширский уезд, Московская губерния, РСФСР — 31 октября 2015) — советский военный лётчик и военачальник, генерал-лейтенант авиации, участник Великой Отечественной войны, Герой Советского Союза (1945).

## Биография
Родился в городе Кашире (ныне Московская область) в рабочей семье. Окончил среднюю школу, затем учился в физкультурном техникуме, одновременно занимался в аэроклубе. В 1939 году Выборнов был призван на службу в Рабоче-крестьянскую Красную армию. В 1940 году он окончил Чугуевскую военную авиационную школу пилотов, остался в ней лётчиком-инструктором. В июне 1942 года был откомандирован в действующую армию на Калининский фронт в должности старшего лётчика 728-го истребительного авиационного полка. Первые свои боевые вылеты сержант Выборнов совершал на «И-16» ведомым у Арсения Ворожейкина. С июня 1943 года Выборнов летал на «Як-7Б». Участвовал в Курской битве, освобождении Украинской ССР. В небе над Киевом был сбит и ранен, но сумел выпрыгнуть с парашютом. В начале 1944 года Выборнов окончил курсы заместителей командиров по воздушно-стрелковой службе. К концу войны летал на «Як-9Д», несколько вылетов совершил также на «Як-3».В составе 2-й воздушной армии 1-го Украинского фронта участвовал в освобождении Польши, Чехословакии, в битве за Берлин.
К апрелю 1945 года старший лейтенант Александр Выборнов командовал эскадрильей 728-го истребительного авиаполка 256-й истребительной авиадивизии 2-й воздушной армии 1-го Украинского фронта. К тому времени он совершил 190 боевых вылетов, принял участие в 42 воздушных боях, в которых сбил 20 самолётов противника.
Указом Президиума Верховного Совета СССР от 27 июня 1945 года старший лейтенант Александр Выборнов был удостоен высокого звания Героя Советского Союза с вручением ордена Ленина и медали «Золотая Звезда» за номером 6572.
После представления к званию Героя продолжил воевать на фронте, выполнил к 9 мая 1945 года свыше 200 боевых вылетов, провел более 45 воздушных боёв и сбил лично 21 самолёт врага. В лётной книжке А. И. Выборнова было записано 28 лично сбитых самолётов, и эта цифра побед в воздухе указывается во многих публикациях о нём, но подтверждение этих данных в документах полка отсутствует.
После окончания войны Выборнов продолжил службу в Советской Армии. В 1954 году он окончил Военно-воздушную академию.
В 1956—1962 годах — командир 26-й ИАД 22-й воздушной армии (штаб в Петрозаводске). В 1962—1965 годах — первый командир 5-й дивизии ПВО (Петрозаводск), 10-й Отдельной Краснознамённой армии ПВО (Архангельск).
В 1965 году он был назначен начальником боевой подготовки истребительной авиации противовоздушной обороны СССР. В 1967 году находился в заграничной командировке в Египте. В 1968 году Выборнов был назначен в инспекцию Министерства обороны СССР. Освоил практически все советские истребители и истребители-бомбардировщики. В 1980 году в звании генерал-лейтенанта Выборнов вышел в отставку. Жил в Москве. Умер 31 октября 2015 года. Похоронен на Аладьинском кладбище в Кашире.
Заслуженный военный лётчик СССР (1966). Награждён пятью орденами Красного Знамени, орденом Александра Невского, тремя орденами Отечественной войны 1 степени, двумя орденами Красной Звезды, орденом «За службу Родине в Вооружённых Силах СССР» 3-й степени, двумя медалями «За боевые заслуги», медалью «За оборону Москвы», «За оборону Киева», «За победу над Германией», «За освобождение Варшавы», «За взятие Берлина», «За освобождение Праги» и другими..